# Deutsche Reichsbahn

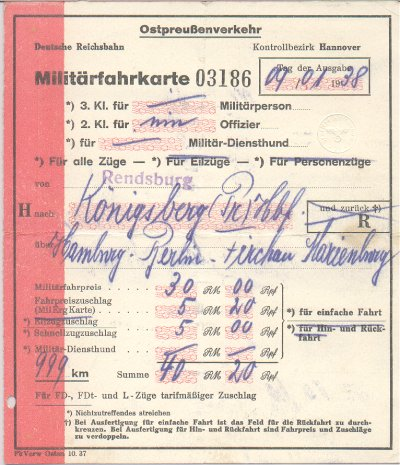
Квиток Рейхсбана для військових 1938 року від Рендсбурга до Кенігсберга.

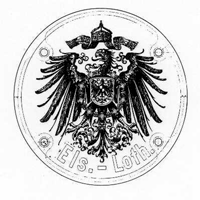
Герб Імператорської залізниці в Ельзас-Лотарингії.

Deutsche Reichsbahn (Німецька імперська залізниця) — назва державної залізниці Веймарської республіки і Третього Рейху, яка існувала до 1949 року. У ФРН була створена Deutsche Bundesbahn, в НДР нова компанія отримала назву Deutsche Reichsbahn (НДР)

## Історія
Перша залізнична компанія Німецької імперії була заснована в 1871 році в місті Страсбург в провінції Ельзас-Лотарингія, після того як ця область перейшла у володіння від Франції до Німеччини. Називалася вона тоді Імператорська генеральна дирекція залізниць в Ельзас-Лотарингії (нім. Kaiserliche General-Direktion der Eisenbahnen in Elsass-Lothringen).
Згідно з Веймарською конституцією від 11 серпня 1919 року, державний договір від 1 квітня 1920 року послужив для заснування залізниць Веймарської республіки — Рейхсбан.